# Wesmaelius pretiosus
Wesmaelius pretiosus is een insect uit de familie van de bruine gaasvliegen (Hemerobiidae), die tot de orde netvleugeligen (Neuroptera) behoort. 
Wesmaelius pretiosus is voor het eerst wetenschappelijk beschreven door Banks in 1908.